# Correlli Barnett
Correlli Douglas Barnett CBE FRHistS FRSL FRSA (28 de junio de 1927 - 10 de julio de 2022) fue un historiador militar británico, que también escribió obras de historia económica, particularmente sobre el "declive industrial" de la posguerra del Reino Unido.

## Primeros años
Barnett nació el 28 de junio de 1927 en Norbury, condado de Croydon, hijo de Douglas y Kathleen Barnett. Fue educado en Trinity School of John Whitgift en Croydon y luego en Exeter College, Oxford, donde obtuvo una licenciatura con honores de segunda clase en Historia Moderna con su materia especial siendo Historia Militar y Teoría de la Guerra, obteniendo una Maestría en 1954.
Barnett dijo más tarde: "Puedo decir con seguridad que solo hubo dos libros que leí en Oxford que influyeron fuertemente en mi enfoque posterior: una parte del Tema especial y la otra algo que me recomendó un amigo. El primero fue el de Clausewitz, On War, que formaba parte de una Materia Especial sobre historia militar y teoría de la guerra, la otra era Technics and Civilization de Lewis Mumford –si lo volviera a leer ahora no sé qué pensaría de él, pero seguro que fue un punto de partida para mi interés en mirar la historia en términos tecnológicos en lugar de los términos constitucionales/políticos que prevalecen en Oxford".
De 1945 a 1948, sirvió en el Ejército Británico en Palestina durante la Emergencia Palestina como sargento en el Cuerpo de Inteligencia.

## Trabajo

### Historia militar
Barnett trabajó como consultor histórico y escritor de la serie de televisión de la BBC The Great War (1963-1964). Contribuyó con numerosos artículos a varios periódicos argumentando en contra de la Guerra de Irak de 2003.
Fue el autor de The Desert Generals, un libro que atacó el culto percibido del mariscal de campo británico Bernard Montgomery y evaluó los roles de sus predecesores despedidos como comandantes en la campaña de África del Norte, incluido Richard O'Connor, quien expulsó a los italianos de Cirenaica a fines de 1940, y el mariscal de campo Sir Claude Auchinleck (a quien llamó "El Vencedor de Alamein"), quien obligó a Erwin Rommel a detenerse en la Primera Batalla de El Alamein, solo para ser despedido por Winston Churchill por sus discrepancias. Señaló que Montgomery disfrutaba de una enorme superioridad de hombres y material en el Segunda Batalla de El Alamein, y lo describió como un "lisiado emocional", una descripción, señaló en ediciones posteriores, confirmada "con gran detalle" por la biografía de Nigel Hamilton. Sin embargo, las conclusiones de Barnett fueron atacadas por el mariscal de campo Michael Carver en su libro Dilemmas of the Desert War; Carver llama a Barnett "ingenuo" y señala numerosos defectos en su trabajo.
También publicó Britain and Her Army 1509–1970, que como estudio combina lo político, lo social y lo militar a lo largo de la gran historia posmedieval de Gran Bretaña.
En varias de sus obras (The Desert Generals, The Swordbearers) Barnett retrató a las fuerzas armadas británicas como reacias a la tradición (por ejemplo, regimientos de caballería supuestamente reacios a adoptar tácticas modernas de tanques) y a una tecnología inferior a la de los alemanes. Esta posición también fue atacada por Carver, quien observó que durante la Operación Crusader y durante la Batalla de Gazala, la tecnología británica estaba a la altura, o en algunos casos, mejor que la utilizada por los ejércitos alemán e italiano. Barnett señaló este punto de la armadura británica en el desierto y de la Gran Flota de John Jellicoe en Jutlandia en 1916.
En su Bonaparte (1978), adoptó una visión de Napoleón Bonaparte más crítica de lo habitual, retratándolo casi como un bandido mediterráneo deseoso de repartir coronas y honores a compinches y miembros de su familia consanguínea, y subrayando cuánto de sus éxitos más famosos se deben en gran medida a la fanfarronería y a la suerte (p. ej., la llegada fortuita del general Louis Desaix a la Batalla de Marengo).

### The Pride and Fall Sequence
La secuencia El orgullo y la caída de Barnett comprende: (1) El colapso del poder británico ; (2) The Audit of War: The Illusion and Reality of Britain as a Great Nation (publicado como The Pride and the Fall: The Dream and Illusion of Britain as a Great Nation , en los EE. UU.); (3) La victoria perdida: sueños británicos, realidades británicas, 1945-1950 ; y (4) El veredicto de paz: Gran Bretaña entre su ayer y el futuro .La secuencia El orgullo y la caída de Barnett comprende: (1) El colapso del poder británico ; (2) The Audit of War: The Illusion and Reality of Britain as a Great Nation (publicado como The Pride and the Fall: The Dream and Illusion of Britain as a Great Nation , en los EE. UU.); (3) La victoria perdida: sueños británicos, realidades británicas, 1945-1950 ; y (4) El veredicto de paz: Gran Bretaña entre su ayer y el futuro .
En resumen, la secuencia describe el declive del poder británico durante el siglo XX, un declive atribuido por el autor a un cambio en los valores de la élite gobernante británica de finales del siglo XVIII, y que fue alentado por el cristianismo evangélico e inconformista. Barnett afirma que los estadistas del siglo XVIII eran hombres "duros de mente y de voluntad" que consideraban "el poder nacional como el fundamento esencial de la independencia nacional; la riqueza comercial como un medio para el poder; y la guerra como uno de los medios para los tres". Además, consideraban "natural e inevitable que las naciones se involucraran en una lucha incesante por la supervivencia, la prosperidad y el predominio". El carácter nacional británico, argumenta Barnett, experimentó una profunda revolución moral en el siglo XIX que llegó a tener un profundo efecto en la política exterior británica; la política exterior ahora se conduciría con una reverencia de estándares altamente éticos en lugar de una "búsqueda conveniente y oportunista de los intereses de Inglaterra". Barnett llegó a esta conclusión al comenzar "con un diagrama de flujo codificado por colores que rastreaba lógicamente paso a paso hasta sus orígenes las cadenas de causalidad de todos los factores 'estratégicos totales' en la difícil situación de Gran Bretaña en 1940-1941: político, militar, económico, tecnológico". Estas diversas cadenas finalmente convergieron en una causa primaria común: una mutación en los valores -de hecho, el carácter mismo- de las clases gobernantes británicas que comenzó a principios del siglo XIX. Esta mutación suministró el punto de partida de mi narrativa, y a partir de entonces, en palabras de Enoch Powell en su reseña, fue mi 'hilo guía e interpretativo a través de los acontecimientos de los veinte años de entreguerras'".
AJP Taylor dijo sobre The Collapse of British Power: "Esto es un buen material de lucha, basado poderosamente en los registros históricos". Robert Blake dijo que el libro estaba "escrito con acritud, perspicaz y controvertido". Rab Butler dijo que "El libro debe ser elogiado por su profunda investigación... Está escrito en excelente prosa y con una gran habilidad histórica que será valiosa para los historiadores y desafiante para cualquiera de nosotros. Sin embargo, leer solo da una falsa concepción de Gran Bretaña como la conocemos hoy, y es el tipo de trabajo que debe leerse en compañía de otros si uno quiere tener una idea clara del cambio de estatus británico... Siento cierta simpatía por la crítica del autor sobre los defectos del sistema de educación inglés en esos días vitales, no solo en las artes sino también en el campo técnico... Sin embargo, lo que es importante darse cuenta al leer el libro del Sr. Barnett es que la grandeza de la época victoriana estuvo compuesta por muchas de esas cualidades que él describe como conducentes al declive de Gran Bretaña". 
Peter Hennessy afirma que The Audit of War "adquirió una moda instantánea cuando se publicó en 1986". Paul Addison calificó The Audit of War como "el ataque más completo y sostenido hasta ahora" a la ortodoxia en tiempos de guerra. Addison reconoció que Barnett "es un crítico fulminante del capitalismo de laissez-faire del siglo XIX y su legado para la Gran Bretaña del siglo XX. En este sentido, comparte algunos puntos en común con los historiadores marxistas y cita a EP Thompson con aprobación. Pero él mismo no es marxista, y su modelo ideal de la relación entre Estado y sociedad es bismarckiano. El desarrollo de la Alemania moderna, a través de la creación de un estado dedicado a la búsqueda de la eficiencia nacional en un mundo despiadadamente darwiniano, es presentado por Barnett como el ejemplo que Gran Bretaña podría y debería haber seguido. Interpreta la tradición británica del colectivismo como un humanismo decadente, "romántico, antiindustrial, plagado de ilusiones y perpetuado por el sistema de escuelas públicas". Addison criticó la tesis de Barnett en The Audit of War como descansando "en una serie de simplificaciones. Primero, divorció la historia de Gran Bretaña de su contexto europeo y, por lo tanto, distorsiona la perspectiva. En segundo lugar, no reconoce los imperativos políticos detrás del programa de reconstrucción. En tercer lugar, descuida la política del conservadurismo industrial. En cuarto lugar, su análisis es notablemente selectivo, destacando un factor, el estado de bienestar, y un gobierno, como los únicos responsables de las dificultades que ningún otro gobierno, antes o después, ha superado". 
Roger Scruton afirmó que si bien la tesis de Barnett contra las escuelas públicas se expuso en "una serie de libros brillantes", su visión de la educación es errónea: "La relevancia en la educación es un objetivo quimérico y los ingleses lo sabían. ¿Quién puede adivinar qué será relevante para los intereses de un estudiante dentro de diez años? Incluso en las ciencias aplicadas, no es la relevancia lo que forma y transforma el currículo, sino el conocimiento". Scruton continúa diciendo: "¿Y para qué vida mental nos tendría preparados Correlli Barnett? Ciertamente no una que ofrezca lo que se le ha ofrecido a él: a saber, una visión sinóptica de una identidad nacional. Si examinamos las quejas hechas por Barnett, no puede dejar de sorprendernos el hecho de que no contengan un juicio comparativo. ¿Junto a qué élite fracasaron los ingleses tan gravemente? ¿En qué país del mundo moderno encontramos el sistema educativo que se compara tan favorablemente con la universidad inglesa? ¿Qué naciones europeas, sin las trabas del código del caballero, nos han mostrado el camino hacia la construcción exitosa del imperio y se retiraron con crédito de sus colonias? Todas estas comparaciones apuntan al asombroso éxito de los ingleses. Al dedicar sus años de formación a cosas inútiles, se hicieron sumamente útiles. Y al internalizar el código de honor, no se volvieron indefensos, como supone Barnett, en un mundo de argucias y crímenes, sino que se dotaron de la única defensa real que la vida humana puede ofrecer: la confianza instintiva entre extraños, que les permite cualesquiera que sean las circunstancias peligrosas para actuar juntos como un equipo".

## Política
Durante las elecciones generales de febrero de 1974, Barnett escribió una carta a The Times: "Me deprime hasta el punto de la desesperación que el debate en estas elecciones generales solo toque los márgenes de la cuestión fundamental que enfrenta este país. Esta cuestión es, por supuesto, nuestra crónico fracaso como potencia industrial competitiva, nuestro continuo declive relativo... Esta elección... debería tener que ver con la remodelación fundamental de la estructura y las actitudes de la industria británica (incluida nuestra organización sindical anárquica; mediante legislación si es necesario). El Partido Conservador solo elude la pregunta, mientras que el Partido Laborista la ignora por completo... ¿Quién creería, escuchando el argumento electoral, que este país se encuentra al borde del eclipse final como potencia líder y nación industrial?".

En 1974, Barnett escribió sobre la crisis económica de Gran Bretaña como una nación de bajos salarios, baja inversión y baja productividad:
La estructura, la historia y las actitudes peculiares del sindicalismo británico son, y lo han sido durante un siglo, en gran medida, aunque no del todo, responsables de este funesto ciclo. No puede pagar salarios altos a menos que ya haya alcanzado una alta productividad. No se puede lograr una alta productividad a menos que la fuerza de trabajo esté preparada para operar máquinas modernas al máximo de la capacidad de las máquinas. Sin embargo, a pesar de todas las charlas simplistas de los líderes sindicales sobre la mejora de la productividad, todo el mundo sabe que la industria británica está trabada por demarcaciones y otras prácticas restrictivas destinadas a preservar los "derechos de propiedad" de alguien en una tarea en particular... en el cambio necesario a un salario alto, la economía no puede lograrse de forma aislada, mediante el proceso de "negociación colectiva libre" (es decir, extorsión de dinero mediante amenazas o fuerza), pero sólo en consonancia con un cambio paralelo hacia una alta productividad e inversión. Son los miembros del Sr. Scanlon —y otros trabajadores británicos— los que deben estar preparados para igualar la eficiencia, la flexibilidad, la cooperación y el celo de los trabajadores alemanes, ¿o simplemente quieren más dinero por seguir como están?
Después de que el historiador EP Thompson planeó la cancelación de la Conferencia Dimbleby sobre la Guerra Fría en 1981, Barnett preguntó si él (Thompson) vio
¿Alguna conexión entre la naturaleza interna del imperio soviético como una tiranía oligárquica y sus políticas externas? Como excomunista, debe saber que el régimen soviético es, por su misma naturaleza y desde sus primeros orígenes, una conspiración minoritaria que ha ganado y mantenido el poder por la fuerza y el engaño; que debido a esta naturaleza inherente, siempre ha estado y sigue estando aterrorizado por los centros independientes de pensamiento o poder, ya sea dentro del imperio ruso o más allá de su alcance actual. Es la conjunción de tal régimen, y su deseo manifiesto de dominar a otros, con fuerzas armadas poderosas más allá de las necesidades de la mera defensa lo que es el motor de la presente "carrera armamentista". ¿Quién cree que la OTAN y su armamento existirían si Rusia hubiera sido una sociedad abierta al estilo occidental estos últimos 60 años? El primer requisito para el desarme nuclear a gran escala o de cualquier otro tipo es la extinción del Partido Comunista de la Unión Soviética.
En 1982, Barnett dijo sobre el sistema de misiles Trident de Gran Bretaña que:
La decisión estadounidense de vendernos Trident solo tiene sentido en el supuesto de que Washington confíe absolutamente en Gran Bretaña como un aliado dócil que no se pasaría de la raya... Por lo tanto, surge la pregunta de qué tan cerca Gran Bretaña desea alinearse con los Estados Unidos. durante los próximos 40 años; de lo que no declarado quid pro quo a modo de apoyo a la política estadounidense fuera de Europa puede estar involucrado. En una palabra, ¿es Trident una reafirmación de la "relación especial"? Si ese es el caso, ¿qué tan bien casa tal relación con los Estados Unidos con la membresía del Reino Unido en la CEE y con su política europea en general? ¿No estamos en peligro de caer en medio del Atlántico entre Europa y América? ¿Y no deberíamos, en este período de nuestra historia, alinearnos claramente con Europa en el desarrollo de una política mundial europea distinta, en lugar de inclinarnos hacia Washington.
Después de la victoria de Gran Bretaña en la guerra de las Malvinas, Barnett habló del "coraje, el profesionalismo y el éxito final de nuestro grupo de trabajo de las Malvinas", pero agregó:
La lección de la crisis de las Malvinas no es que necesitamos una flota de superficie de aguas azules en caso de que se ataquen restos similares de rosa en el mapa, sino que debemos hacer que nuestra política exterior sea congruente con nuestra política de defensa y despojarnos de esos no rentables pedacitos de rosa en buen tiempo. Los verdaderos culpables de la crisis son los diputados de ambos partidos que, en el pasado, bloquearon posibles tratos con Argentina con emotivos gritos de "vendidos" sin aparentemente calcular el posible costo de defender Malvinas frente al valor de las islas al Reino Unido. ¿Se puede ahora realmente argumentar que la capacidad de hacer otras Malvinas en algún lugar de los amplios océanos es más importante para la seguridad de este país que la preservación de Europa Occidental, nuestra propia muralla exterior y nuestro mayor mercado.
Barnett dijo sobre el Informe Franks que investigó la guerra de las Malvinas: "... el Establecimiento Británico ha juzgado al Establecimiento Británico y lo declaró inocente... Por lo tanto, lo que se necesita es un examen crítico del Ministerio de Relaciones Exteriores como institución: su 'estilo de casa' colectivo y su perspectiva; las personalidades y los caracteres de sus principales figuras. Solo así entenderemos cómo evoluciona la política británica en términos de una situación específica como las Malvinas". 
En una entrevista de 1996, Barnett expresó su creencia de que el futuro de Gran Bretaña estaba en una forma de Europa federada, incluida la adopción de la moneda única europea. Criticó a los euroescépticos como "idealistas emocionales nostálgicos de un pasado perdido". 
Barnett se opuso a la participación británica en la Guerra de Kosovo de 1999, argumentando que Yugoslavia era "un estado soberano que no cometía agresión más allá de sus propias fronteras, [la acción militar en su contra] es una violación de la Carta de la ONU y también del Tratado del Atlántico Norte". Además, el 30 de marzo de 1999 afirmó que el curso de la guerra había reivindicado su postura original sobre "la política mal pensada de la OTAN, basada en la emoción y la moralización simplista... En particular, ha hundido a los kosovares, objeto de la solicitud de la OTAN, en su presente calamidad". Más tarde ese año, Barnett volvió al tema y dijo que la campaña aérea de 80 días contra las fuerzas serbias demostró "que el poder aéreo es un medio torpe de coerción política" y "que Bosnia debería habernos servido como una advertencia para que no nos enredados en Kosovo, y que si nos enredáramos, terminaríamos metidos hasta el cuello en problemas, que es lo que tenemos". 
A principios de agosto de 2002, Barnett escribió a The Daily Telegraph oponiéndose al plan estadounidense de invadir Irak, rechazando la afirmación de que los que se oponían a la guerra eran el equivalente de los apaciguadores de Adolf Hitler en la década de 1930. Afirmó que mientras la Alemania nazi estaba alterando el equilibrio de poder en Europa, el Irak de Saddam Hussein no representaba una amenaza para la región. Además, argumentó que la oposición se originó en la opinión de que "sería una violación del derecho internacional atacar a un estado soberano y miembro de la ONU que actualmente no es culpable de ninguna agresión externa; y dos, que la ejecución de tal ataque podría tener consecuencias militares y políticas adversas prolongadas e imprevisibles". 
En diciembre de 2002, argumentó que, a la luz de la decisión del gobierno del Reino Unido de permitir que Estados Unidos use bases en Gran Bretaña para su sistema de defensa antimisiles propuesto ("Star Wars Mk II"), entonces Gran Bretaña "seguramente debería volver a examinar la utilidad para este país de la 'relación especial' con Estados Unidos en el grado actual de intimidad". 
En enero de 2003, Barnett escribió que la estrecha relación de Gran Bretaña con Estados Unidos pone a Gran Bretaña "en mayor peligro de terrorismo islámico en lugar de otorgar seguridad contra él. Si nos unimos a un ataque contra Irak como satélite de Estados Unidos, ese peligro será más agudo". 
Escribiendo en agosto de 2003, Barnett afirmó que sus predicciones sobre las consecuencias de la guerra se habían cumplido, diciendo que "algunos de nosotros estamos registrados desde el verano de 2002 advirtiendo que un ataque en Irak terminaría con los atacantes empantanados en un lío político-militar de algún tipo u otro". En septiembre de ese mismo año, Barnett comparó la guerra de Irak con la crisis de Suez de 1956. 
En diciembre de 2003, Barnett publicó un artículo en The Spectator, afirmando que al Qaeda estaba ganando la "guerra contra el terrorismo", una etiqueta que Barnett rechaza porque "en lógica, no se puede hacer la guerra contra un fenómeno, solo contra un enemigo específico... Estados Unidos no está combatiendo el 'terrorismo' sino una red terrorista específica, al-Qaeda". Barnett afirmó además que las organizaciones terroristas son "totalmente racionales en propósito y conducta", en el sentido de que se ajustan a las ideas de Clausewitz. Afirma que las invasiones de Irak y Afganistán fueron un error porque "abrieron largos flancos estadounidenses vulnerables a un creciente ataque guerrillero: un caso clásico de sobreextensión estratégica" y que el régimen de Saddam Hussein no tenía vínculos con al-Qaeda. Afirma que el ejército de los Estados Unidos en Irak debería ser reemplazado por tropas de la ONU de los estados musulmanes para calmar el resentimiento y "aislar a los insurgentes". Para derrotar a Al-Qaeda, argumenta Barnett, Estados Unidos debería "reconocer que combatir a los terroristas es esencialmente un trabajo para fuerzas especiales como las SAS, para la policía o la gendarmería (o tropas entrenadas en un rol de gendarmería) y, sobre todo, para una buena inteligencia (lo que significa, en el mejor de los casos, espías dentro de las células de al-Qaeda), y no un trabajo para la potencia de fuego de alta tecnología de peso pesado". 
Después de que Lord Hutton publicara su informe a principios de 2004, Barnett escribió que las "conclusiones de Lord Hutton difieren totalmente de la gran cantidad de pruebas documentales y declaraciones de testigos presentadas a su investigación y publicadas en Internet", citando la afirmación de Lord Hutton de que "no había estrategia deshonrosa o clandestina" al filtrar el nombre del Dr. David Kelly cuando Downing Street y el Ministerio de Defensa "conspiraron" para hacerlo. Además, argumentó que el "juicio de Lord Hutton es tan desequilibrado en su tratamiento de la BBC y de Downing Street y el Ministerio de Defensa que carece de valor", excepto como una forma de para que Tony Blair "escapará" de una investigación sobre "si nos llevó o no a la guerra con un prospecto falso".
Después de que el colega historiador militar Sir John Keegan exigiera saber por qué quienes se oponían a la guerra de Irak querían que Saddam Hussein permaneciera en el poder, Barnett respondió que "Estados Unidos, Gran Bretaña, el Medio Oriente y el resto del mundo estarían mucho mejor en términos de paz y estabilidad si Saddam todavía estuviera controlando Irak, y nosotros siguiéramos controlando a Saddam como lo habíamos estado entre 1991 y 2003". Explicó que la condición del pueblo iraquí bajo Saddam Hussein "no tiene relevancia" para los no iraquíes; en segundo lugar, argumentó que Saddam Hussein "argumentó que Saddam Hussein "no había presentado ningún peligro internacional desde que fue derrotado en la guerra del Golfo de 1991. No poseía armas de destrucción masiva... y estaba sujeto a la estrecha vigilancia angloamericana de la "zona de exclusión aérea"; en tercer lugar, "Saddam había proporcionado un aliado muy competente, aunque tácito, en la llamada 'guerra global contra el terror' debido a su oposición a Al-Qaeda. 
Durante las elecciones generales de 2005, Barnett argumentó que George W. Bush y sus amigos "estaban empeñados en derrocar a Saddam Hussein en pos de una misión ideológica para convertir el Medio Oriente a la democracia" antes de que Bush llegara al poder en enero de 2001 y que el 11 de septiembre ataques "simplemente les proporcionó una tapadera conveniente". Barnett concluyó diciendo que Blair era "totalmente indigno de nuestra confianza. Este es el hecho central de esta elección y debemos votar en consecuencia". A fines de septiembre de 2005, Barnett argumentó que "'cortar y huir' [de Irak] sería de hecho lo moralmente valiente que se puede hacer" ya que "la estrategia actual no está produciendo los resultados esperados, sino que por el contrario es adentrándose cada vez más en las dificultades y el peligro, y sin embargo con el resultado final todo en duda". Barnett comparó a Blair con Clement Attlee y sus retiros militares en India y Palestina, afirmando que no se perdieron vidas británicas en ellos.